# Eliseu
Eliseu (Hebraico: אֱלִישָׁע‎, Moderno: ʼElīšaʻ, Tiberiano: ʼĔlīšāʻ, Latim: Elisaeus,  "Meu Deus é salvação”) é um profeta bíblico, foi discípulo e sucessor de Elias.

## Visão Judaico-Cristã
Foi o sucessor de Elias no Reino do Norte de Israel. Era filho de Safat e vivia em Abel-Meolá, no Vale do Jordão. Pertencia a uma abastada família que possuía 12 juntas de bois. Serviu a Elias durante algum tempo e, antes deste ter ascendido em direção aos céus por um redemoinho, depois de serem separados por uma carruagem de fogo, Eliseu pediu-lhe "porção dobrada do espírito de Elias", isto é, uma porção dupla, que era devido a sua primogenitura como seguidor de Elias. Ele ocupa esta posição por causa da sua designação oficial como sucessor de Elias, na época que em que Elias lançou sobre ele seu manto oficial.(2 Reis 1:17; 2:1, 9, 11, 12.)
É um dos profetas que mais tem milagres registrados na Bíblia e dentre eles estão listados:

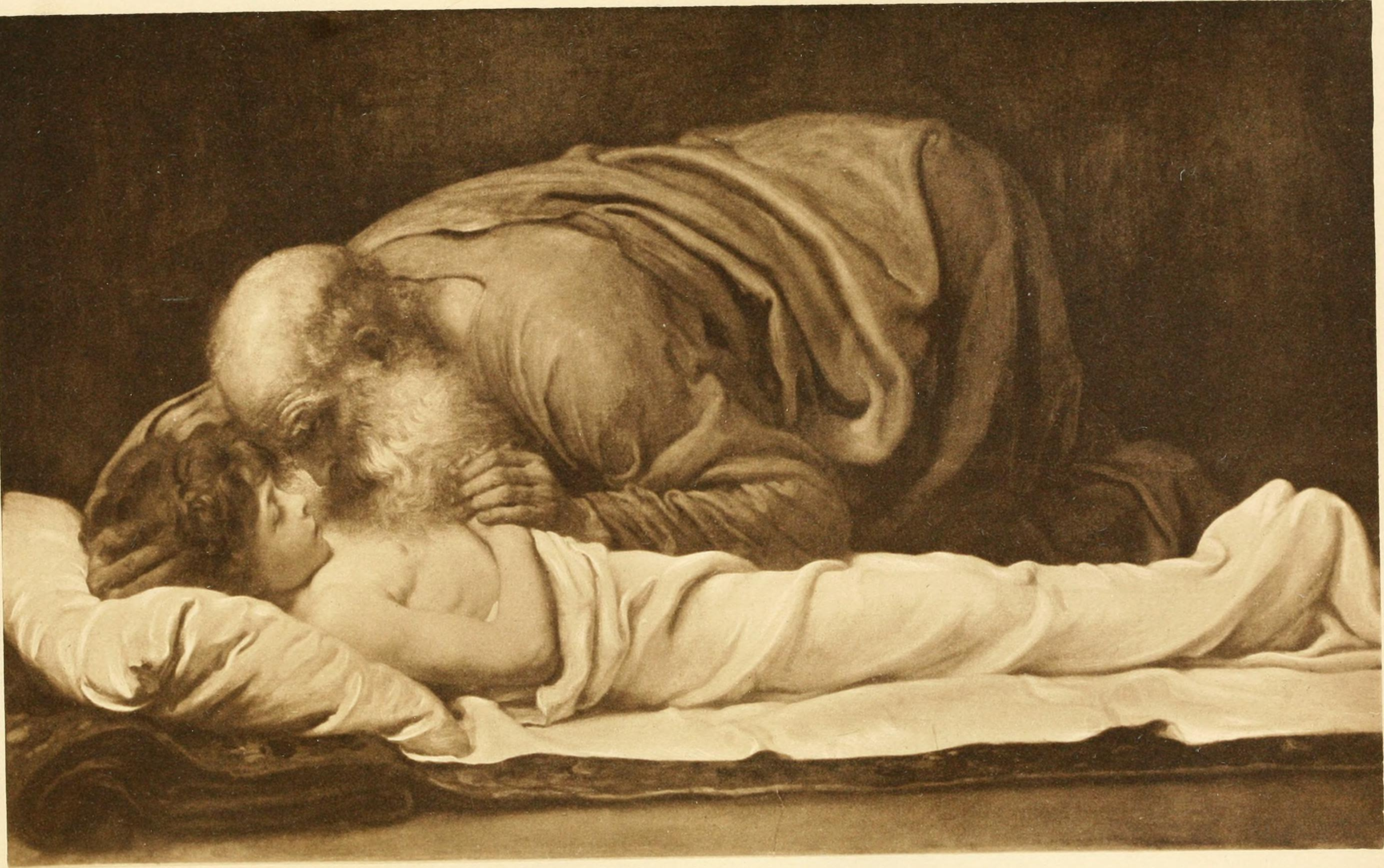
Eliseu ressuscita o filho da sunamita, por Frederic Leighton (1830-1896).

- Abriu as águas do Rio Jordão com a capa deixada por Elias (2 Reis 2:14)
- Transformou uma fonte de água má em água potável utilizando sal (2 Reis 2:19-22).
- Amaldiçoou os rapazes que zombavam de sua calvície. Deus então envia duas ursas que matam e despedaçam quarenta e dois destes rapazes.(2 Reis 2:23-24)
- Previu ao rei uma expedição bem-sucedida contra os moabitas (2 Reis 3:11-27).
- Multiplicou o óleo de uma viúva (2 Reis 4:1-7).
- Previu o nascimento do filho de uma sunamita e, quando o menino morreu, Eliseu rogou a Deus e o trouxe de volta à vida (2 Reis 4:8-37).
- Alimentou cem homens com vinte pães e algumas espigas (2 Reis 4:42-44).
- Curou Naamã, comandante do exército da Síria, de lepra (2 Reis 5:1-19).
- Fez um machado,que havia caído no rio, flutuar (2 Reis 6:1-7).
- Adivinhou os planos dos inimigos do rei (2 Reis 6:8-12).
- Previu, durante a grave fome de Samaria, que haveria abundância de comida no dia seguinte e profetizou a morte do oficial que zombou da profecia (2 Reis 7).
- Após a sua morte, quando um cadáver foi jogado em sua sepultura, assim que tocou nos ossos do profeta, voltou à vida (2 Reis 13:20-21).

## Falecimento
Eliseu foi atacado por uma doença sem cura. Ele chamou Jeoás, filho de Jeoacaz e neto de Jeú para ir visitá-lo. Eliseu disse que ele foi como um exército para defender Israel. Ele também pediu que pegasse um arco e flechas e abrisse a janela que desse para o lado da Síria.  Eliseu disse para que o rei retesasse o arco, e pôs suas mãos sobre as do rei, orientando-o a lançar as flechas e declarou..." Flecha da vitória do Senhor", anunciando assim a vitória sobre os siros. Logo em seguida disse a ele que atirasse contra o solo, o que fez o rei, mas somente por três vezes, indignado Eliseu lhe afirma que, se o tivesse feito por seis vezes, teria vencido totalmente os sírios.
Um bando de moabitas invadia Israel todo ano. Um desses bandos invadiu um funeral e todos fugiram e jogaram o defunto na sepultura de Eliseu. Quando esse defunto tocou nos ossos do profeta, ele voltou a viver. (2 Reis 13:20-21)

## Visão muçulmana
Al-Yasa‘, em árabe اليسع, (cerca de 9 a.C. - morte desconhecida) é um
Al-Yasa 'era filho de Safet como o sucessor de Ilyas. Ele herdou de Ilyas o obstinado rei e rainha de Israel os quais não quiseram ouvir suas pregações. Al-Yasa 'fez muitos milagres ao povo para mostrar-lhes o poder de Deus, mas eles o chamaram de mágico, como eles tinham chamado Ilyas anteriormente. Eles continuaram a desconfiar durante toda sua vida.
Após um período de tempo os Israelitas foram conquistadas pelos assírios. Os assírios destruíram o Monte do Tempo e provocaram enormes prejuízos em Israel.